# Acrodactyla polita
Acrodactyla polita là một loài tò vò trong họ Ichneumonidae.